# Pratt & Whitney JT12
Pratt & Whitney JT12 (военное обозначение J60) — малый турбореактивный двигатель. С этим двигателем связан PW T73 (PW JFTD12).

## История
История двигателя J60 началась с проекта авиастроительной компании Канады (сегодня Pratt & Whitney Canada), появившегося в июле 1957 года в Монреале. Детали проекта были переданы в главную контору компании P&W в Ист-Хартфорд, а в мае 1958 года, появился первый прототип военного назначения YJ60-Р-1, и начались его испытания.
Лётные испытания были завершены в начале 1959 года; затем стартовали поставки новых двигателей JT12A-5, в июле 1959 года с двух прототипов учебных Canadair CL-41 была снята тяга 1315 кгс (12,9 кН). Модифицированные ТРД JT12A-3 показывали тягу 1500 кгс (14,69 кН) на СВВП самолётах Lockheed XV-4 Hummingbird. Следующая версия, JT12A-21 показал форсажную тягу 1826 кгс (17,91 кН).
Применяется двигатель на гражданских самолётах (JT12): Lockheed JetStar и North American Sabreliner; и военных самолётах (J60): T-2B Buckeye, T-39 Sabreliner, Sikorsky XH-59/S-69, XV-4 Hummingbird.

## Варианты
YJ60-P-1 (прототип)
J60-P-3
J60-P-4
J60-P-5
J60-P-6
T73
Военное обозначение Pratt & Whitney JFTD12, турбовинтовая версия J60.
JT12A-3LH
JT12A-5(J60-P-3/-5/-6) Взлётная тяга 1315—1361 кгс (12,9-13,35 кН).
JT12A-6Аналог JT12A-5
JT12A-7(J60-P-4) повышенной тяги 1530 кгс (15 кН)
JT12A-8
JT12A-21Разработка с форсажной тягой 1825 кгс (17,9 кН).
FT12
Турбовальная версия для ВМС.
JFTD12
Заводское обозначение Pratt & Whitney T73, газотурбинная версия J60.